# Кызыльская епархия
Кызы́льская епархия (тув. Кызылдың епархиязы) — епархия Русской православной церкви, объединяющая приходы и монастыри в пределах Тывы.
Образована в октябре 2011 года путём выделения из состава Абаканской епархии.
Епархиальный центр — город Кызыл. Епархиальный архиерей имеет титул «Кызыльский и Тывинский».

## История

### История православия в Туве
К началу XX века на территории Усинского пограничного округа и Урянхайского края находился приход православной Николаевской церкви, возведённой в 1884 году в русском селе Верхне-Усинском. Первым её настоятелем был священник Платон Тыжнов, занимавшийся миссионерской деятельностью среди обрусевших сойотов и заведовавший открытым при храме церковно-приходским училищем. В приход входили село Верхне-Усинское, поселение Туран и урочище Усть-Уса. В декабре 1891 года Николаевская церковь сгорела, в марте следующего года в Верхне-Усинском был построен молитвенный дом. В 1907—1911 годах была возведена новая Николаевская церковь, куда перенесли старый иконостас.
Туран, где имелась деревянная часовня и молитвенный дом, несколько раз в год посещался усинским причтом, совершавшим богослужение на переносном антиминсе. В 1910—1911 годах здесь была построена церковь в честь святителя Иннокентия Иркутского, ставшая первым православным храмом на тувинской земле. В дальнейшем стараниями её настоятеля священника Владимира Юневича в селе появились церковно-приходское училище и читальня. Свой приход в Туране был учреждён в январе 1913 года.
В августе 1915 году в Белоцарске (нынешний Кызыл) на берегу Енисея был заложен храм в честь святого великомученика Георгия Победоносца, возводившийся на средства Святейшего синода. До окончания строительства для удовлетворения духовных потребностей православного населения Тувы была учреждена разъездная церковь Урянхайского края, причт которой состоял из священника и псаломщика. В доме разъездного священника Александра Турского открылась частная школа для мальчиков и девочек, ставшая первым учебным заведением в Белоцарске.
После поездки летом 1915 года по Урянхайскому краю епархиального благочинного протоиерея Владимира Кузьмина было решено помимо имевшихся трёх приходов, Верхне-Усинского, Туранского и Белоцарского, учредить ещё пять: в Бояровке, Шагонаре, Чадане, Никольском и Тодже. В 1915—1916 годах начались работы по возведению ещё нескольких храмов, но строительство их так и не было завершено.
В послереволюционные годы православное духовенство и верующие подверглись репрессиям. Георгиевский храм в Белоцарске был разграблен и разорён красногвардейцами, а в августе 1919 года уничтожен во время боёв за город. Туранский священник Владимир Юневич в 1927 году после участия в диспуте с представителями «Союза безбожников» был арестован и после двухмесячного содержания в кызыльской тюрьме выслан из Тувы; в 1937 году он был расстрелян в Минусинске. В том же году был расстрелян бывший благочинный церквей Урянхайского края протоиерей Александр Турский, ставший обновленческим епископом Красноярской епархии. Закрытая и переданная в ведение местной школы церковь в Туране была снесена в 1961 году.
В 1951—1953 годах (по другим данным — в 1929, в 1942) в Кызыле был построен храм во имя Живоначальной Троицы, сделавшийся центром православной жизни всей Тувы, поскольку на протяжении нескольких десятилетий он оставался единственной действующей церковью в республике.
В 1995 году в Туране на пожертвования горожан был возведён новый деревянный храм в честь святителя Иннокентия Иркутского.
В 2002—2011 годах в Кызыле был построен кафедральный собор в честь Воскресения Христова, освящённый патриархом Кириллом 31 августа 2011 года.

### История епархии
Кызыльская епархия была образована решением Священного синода Русской православной церкви от 5 октября 2011 года в границах Республики Тыва путём выделения приходов из Абаканской епархии. Управляющим новообразованной епархией был избран игумен Феофан (Ким), чья архиерейская хиротония состоялась 30 октября 2011 года. На момент образования епархии в ней было четыре прихода и четыре священника.
Вскоре по учреждении епархии церковная жизнь края оживилась, к концу 2013 года большинство приходов епархии были новооткрытыми и размещались во временно приспособленных для совершения богослужений помещениях.
В октябре 2013 года в воскресной школе Свято-Троицкого храма в Кызыле открылись епархиальные богословские курсы.
С ноября 2013 года выходит ежемесячное епархиальное издание «Вестник Кызыльской епархии».

## Епископы
- 5 — 30 октября 2011 — Ионафан (Цветков)
- 30 октября 2011 — 4 апреля 2019 — Феофан (Ким)
- с 4 апреля 2019 (в/у) — архиепископ Корейский Феофан (Ким)

## Миссионерство
В начале XX века миссионерская деятельность Русской православной церкви в Усинско-Урянхайском крае была обращена главным образом на живших здесь старообрядцев, случаи принятия православия тувинцами были довольно редки.
С июня 2012 года в Шагонаре на базе православного прихода начал действовать миссионерский стан, созданный Школой православного миссионера при Синодальном миссионерском отделе Русской православной церкви. Миссионеры проводят огласительные беседы и помогают в воцерковлении, вместе с прихожанами изучают Библию, устраивают занятия по духовному развитию для детей, посещают заключённых ближайшей исправительной колонии, ведут диалог с представителями других религий и христианских деноминаций. В начале 2013 года был устроен миссионерский стан в городе Ак-Довураке.
В 2011 году был завершён и опубликован перевод Библии на тувинский язык, над которым в течение двадцати лет работал главный редактор Тувинского книжного издательства Николай Куулар.
На протяжении нескольких лет ведётся работа по переводу богослужебных текстов на тувинский язык. На епархиальном собрании 25 декабря 2013 года изучение тувинского языка было вменено в обязанность для священнослужителей епархии.
С февраля 2019 года в Воскресенском кафедральном соборе Кызыла начались регулярные богослужения на тувинском языке.

## Храмы

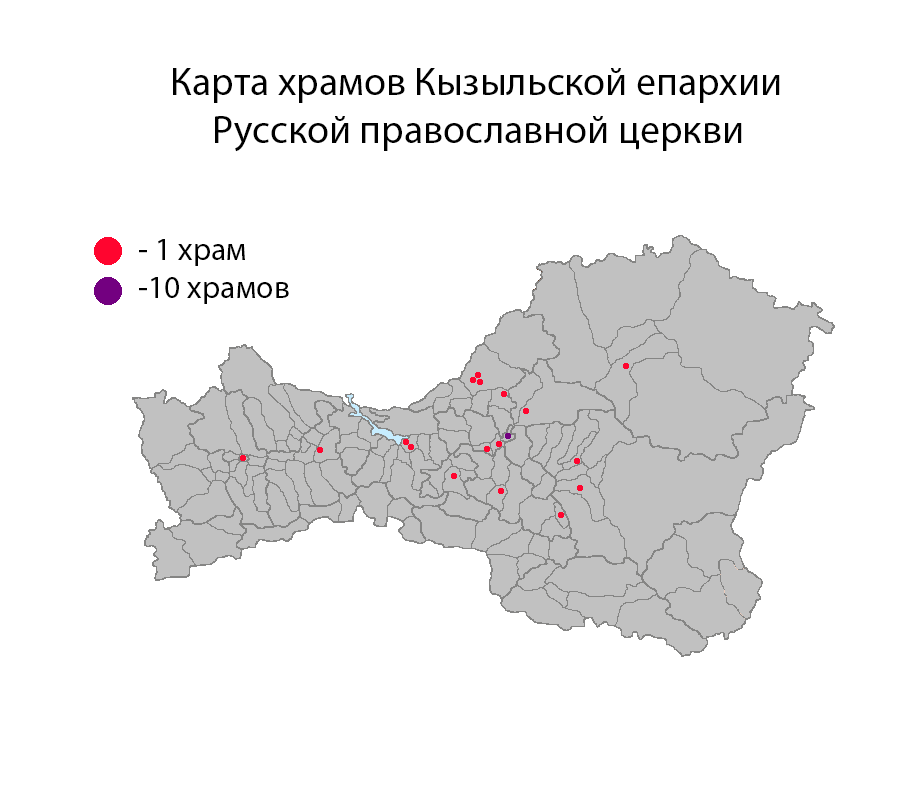
Карта храмов Кызыльской епархии РПЦ